# تورنتون، باکینگهام‌شر
تورنتون (به انگلیسی: Thornton) یک روستا و محله مدنی در بریتانیا است که در ایلزبری ول واقع شده‌است. تورنتون ۱۹۴ نفر جمعیت دارد.